# Завжди
Завжди (англ. Always) — американська фентезійна драма 1989 року режисера Стівена Спілберга.

## Сюжет
Льотчик Піт Сендвіч займається гасінням лісових пожеж. Його кохана Дорінда хоче щоб він залишив свою ризиковану роботу і зайнятися навчанням молодих пілотів. Зрештою, Піт поступається, але вилітає в останній раз на гасіння пожежі. Під час вильоту йому доводиться рятувати Ела ціною власного життя. Він опиняється в іншому світі, де ангел пояснює йому, що Піту доведеться повернутися у вигляді привида.

## У ролях
| Актор             | Роль            |
| ----------------- | --------------- |
| Річард Дрейфус    | Піт Сендіч      |
| Голлі Гантер      | Дорінда Дарстон |
| Джон Гудман       | Ел Якей         |
| Одрі Гепберн      | Геп             |
| Бред Джонсон      | Тед Бейкер      |
| Робертс Блоссом   | Дейв            |
| Кіт Девід         | Паверхауз       |
| Ед Ван Нюйс       | Нейлс           |
| Марг Гелгенбергер | Рейчел          |
| Дейл Дай          | Дон             |
| Брайан Гейлі      | Алекс           |
| Джеймс Лейшлі     | Чарлі           |
| Майкл Стів Джонс  | Грей            |